# سیارک ۲۱۶۱۶
سیارک ۲۱۶۱۶ (به انگلیسی: 21616 Guhagilford، نامگذاری:1999JQ82) بیست و یک هزار و ششصد و شانزدهمین سیارک کشف شده‌است که در ۱۲ مه ۱۹۹۹ کشف شد.
قدر مطلق سیارک برابر ۱۷.۰ است.